# 臺南市民族管絃樂團
臺南市民族管絃樂團是隸屬臺灣臺南市政府文化局的公立民族管絃樂團，樂團定期在台南市各社區和文化展演場地巡迴公演，錄製出版《民樂逍遙遊》（2001年）、《安平追想起》（2003年）、《欸乃一聲山水綠》（2005年）、《長歌短調試新韻》（2007年）音樂光盤，成員並負責指導和訓練市立中小學的民樂班級和團隊。且曾經遠征美國（紐約、華盛頓、奧蘭多等）、日本（仙台）舉行音樂會。過去團長及副團長分別由臺南市市長及文化局局長兼任，後改由文化局局長兼任團長，2000年改制後創團總監為李進輝，繼任團長兼指揮為劉文祥，樂團首席是梁金寧。

## 歷史
前身是1991年9月1日成立的「臺南市立文化中心民族管絃樂團」；2000年8月1日改制為專業樂團，更名為「臺南市民族管絃樂團」。
2007年與高雄市歌仔戲戲班「尚和歌仔戲劇團」合作神話題材新編古裝歌仔戲《野仲與游光》高雄市世界首演場和台南市首演場，以民族管絃樂團給歌仔戲伴奏，成為繼臺北市立國樂團、高雄市國樂團后，第3個給大型舞台歌仔戲公演伴奏的公立專業民樂團，首演現場實況錄音選曲已製成音樂光盤。
2011年5月29日遷至歸仁文化中心。

## 外部連結
- 臺南市民族管絃樂團 （页面存档备份，存于）
- 臺南市民族管絃樂團的Facebook專頁